# 謝松軒
謝松軒（3月1日－），曾任職亞洲電視編劇、導演、監製，前亞洲電視製作部總監。

## 簡介
謝松軒早年畢業於威靈頓英文中學和西安大略大學。在1991年畢業於亞視編劇訓練班，前亞視製作部總監。他曾擔任《感動香港》《亞洲小姐》《觸動陳奕迅特輯》《撻著》監製及《亞洲星光大道》、《十大電視廣告頒獎典禮》等節目導演。早年亦參與《尋找他鄉的故事》《今日睇真D》及《週六穿梭萬家歡》等節目編劇及導演。他在2012年亞洲電視五十五周年頒獎禮上獲得ATV 55 年製作人獎。
2010年，東方日報獨家踢爆亞姐顏子菲與有婦之夫導演謝松軒在宿舍度春宵，而顏子菲直言知道對方有太太及育有一子，更毫不避忌表示與謝松軒一齊很開心。報道出街後，亞視高級副總裁（製作）鄭偉強為之震怒，昨日早上即找來謝松軒「照肺」，經過了解後，亞視以他犯禁為由，即「異性不得上亞姐宿舍」，向謝松軒「開刀」，並提出兩個條件，一是「炒魷」，二是「自動辭職」，謝松軒自知理虧在先，選擇了自動辭職，希望有重返亞視工作的一日。

## 節目

### 2008年
- 十大電視廣告頒獎典禮(導演)
- 2008亞洲小姐
- 2008北京奧運
- 第一手真相
- 電視風雲五十年
- 以一敵百

### 2009年
- 亞洲星光大道(導演)
- 2009亞洲小姐

### 2010年
- ATV2010感動香港年度人物頒獎禮（監製,導演)
- 2010亞洲小姐

### 2011年
- 2011亞洲小姐（監製）
- ATV2011感動香港年度人物頒獎禮

### 2012年
- 撻著
- ATV2012感動香港人物推選
- 亞洲電視五十五周年頒獎禮
- 番禺遊園樂多FUN

## 獎項

### 2006年
中國珠海汽車賽 三小時耐力賽冠軍

### 2012年
- 亞洲電視五十五周年頒獎禮-ATV 55 年製作人獎